# St. Gregorius im Elend

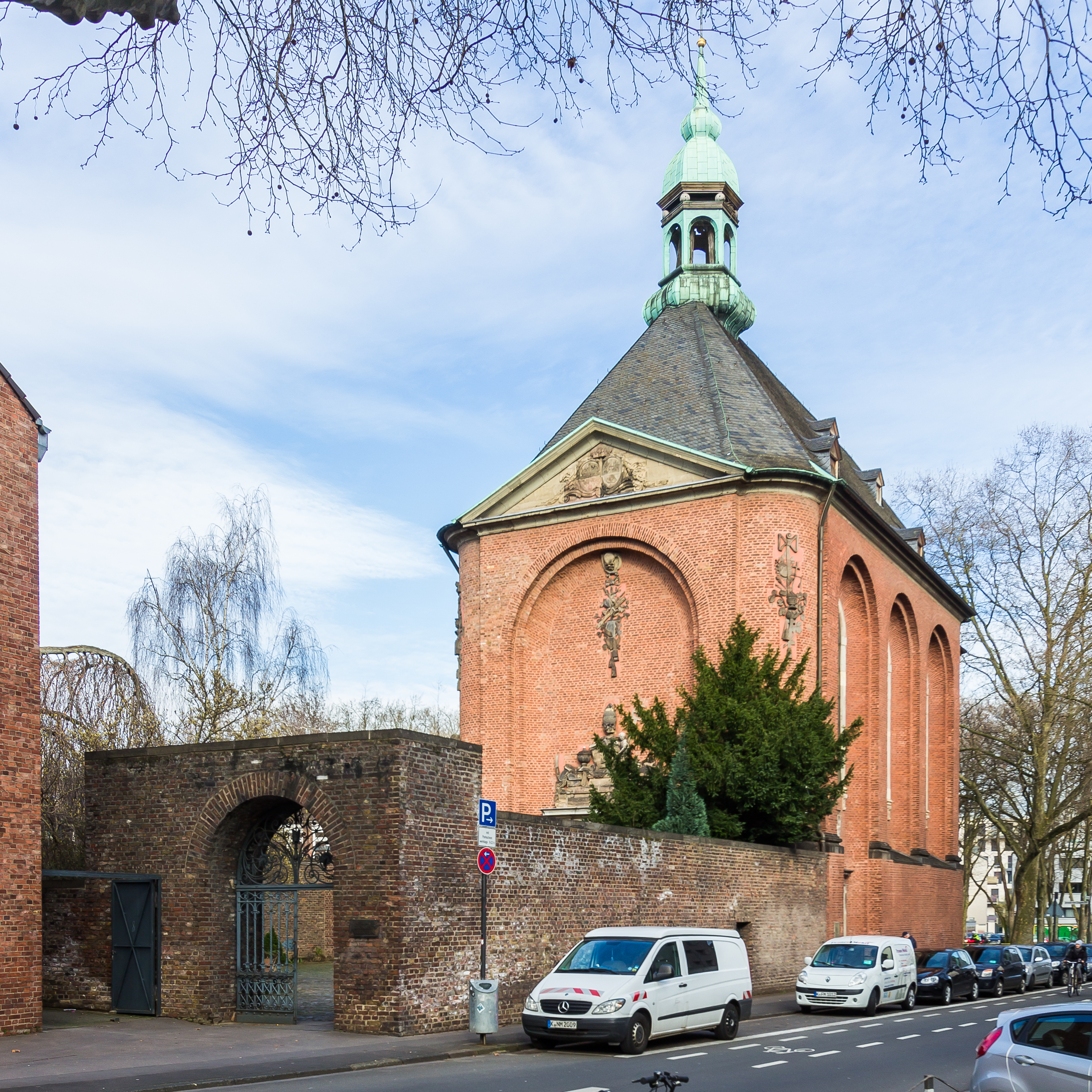
St. Gregorius Am Elend

St. Gregorius im Elend, teilweise auch St. Gregorius Am Elend und im Volksmund Elendskirche genannt, ist eine im spätbarocken Stil gehaltene Kirche in der Kölner Altstadt-Süd. Das Gotteshaus ist eine Rekonstruktion des im Zweiten Weltkrieg zerstörten Bauwerks aus dem 18. Jahrhundert. Es liegt zwischen der Straße Sionstal, der Arnold-von-Siegen-Straße und der Severinstraße an der Straße An St. Katharinen.

## Geschichte
Namensgeber der Kirche ist ihr Standort, das Katharinengässchen, früher „im Elend“ (am oder om Elend und 1812/13 in französischer Zeit Cul de sac Ste. Cathérine – Sackgasse St. Katharina).

### Der Elendskirchhof
Der frühere, hinter dem ehemaligen Katharinen-Hospital gelegene Kirchhof wurde 1335 als „ellendiger kirchooyv“ erwähnt, war zu dieser Zeit jedoch noch nicht mit einer Kapelle bestanden. Er war Begräbnisstätte der heimatlos in Köln verstorbenen Fremden, die auf einem Pfarrkirchhof zu dieser Zeit noch nicht bestattet werden durften. Es war neben einem weiteren derartigen Bestattungsort der Stadt östlich des Klarissenklosters der Friedhof der Ehrlosen, der Selbstmörder und der Hingerichteten, oder der später ab dem 16. Jahrhundert so genannten „unkatholischen Toten“.

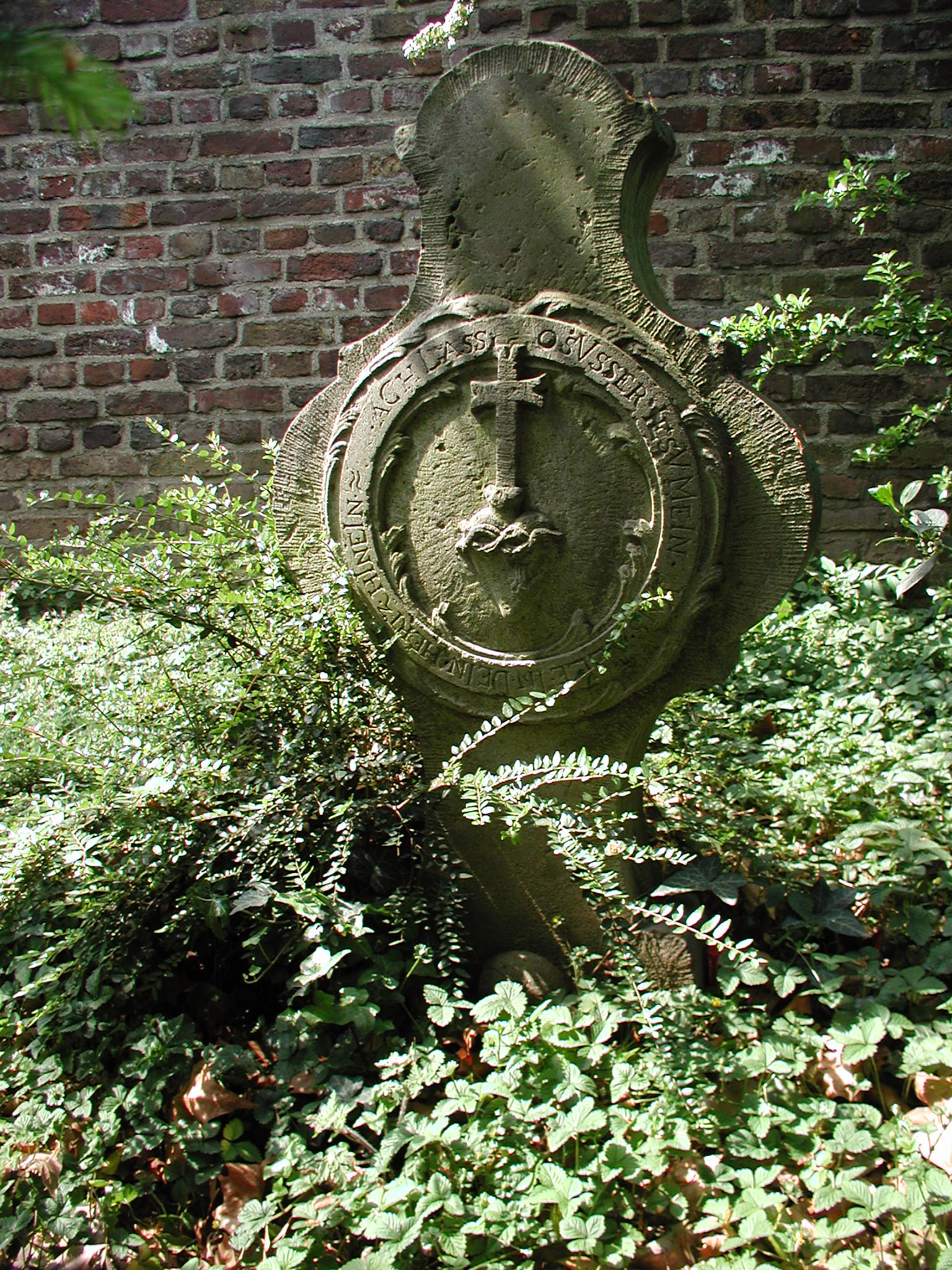
Grabstein im Innenhof
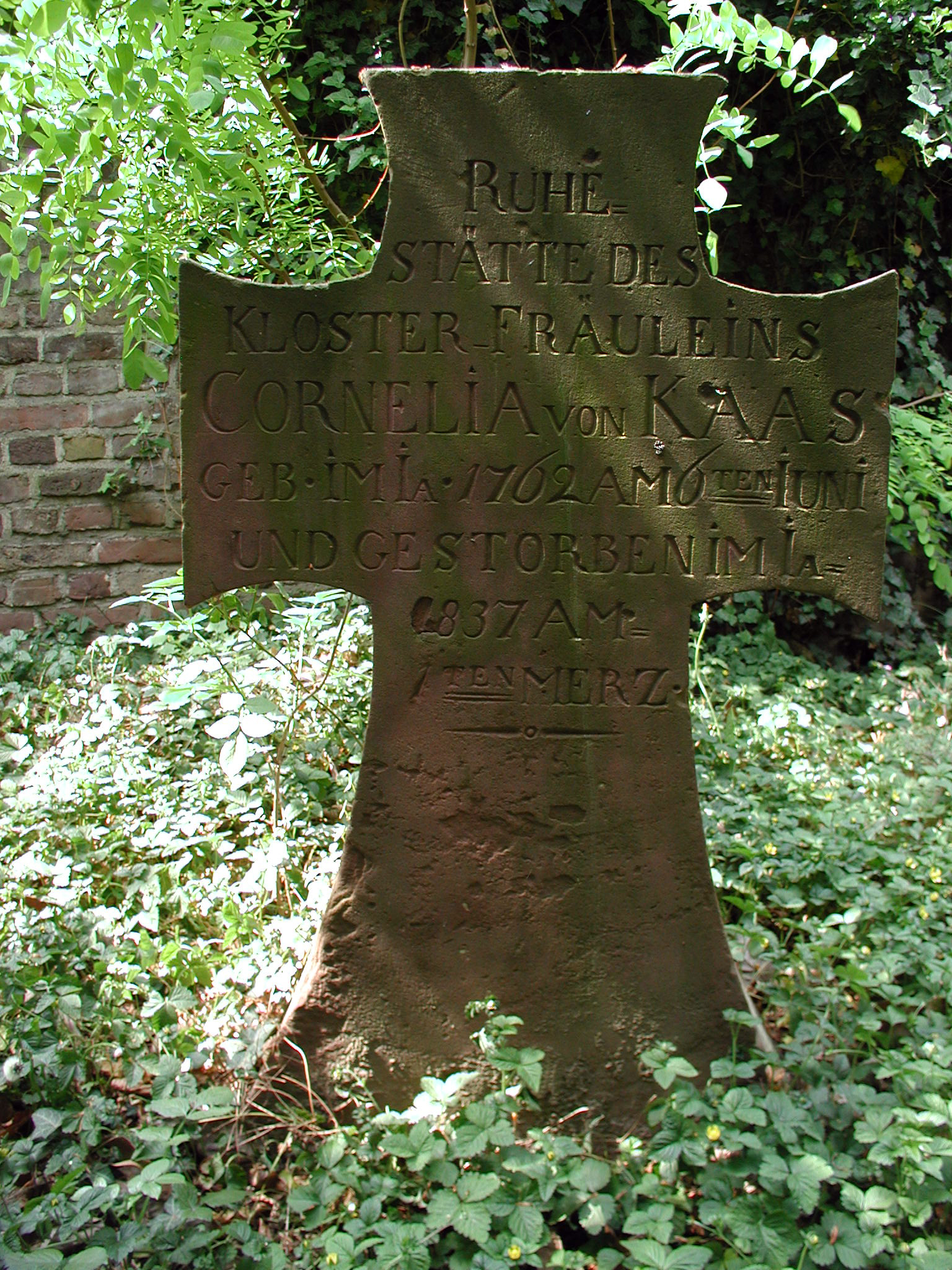
Grabkreuz im Innenhof
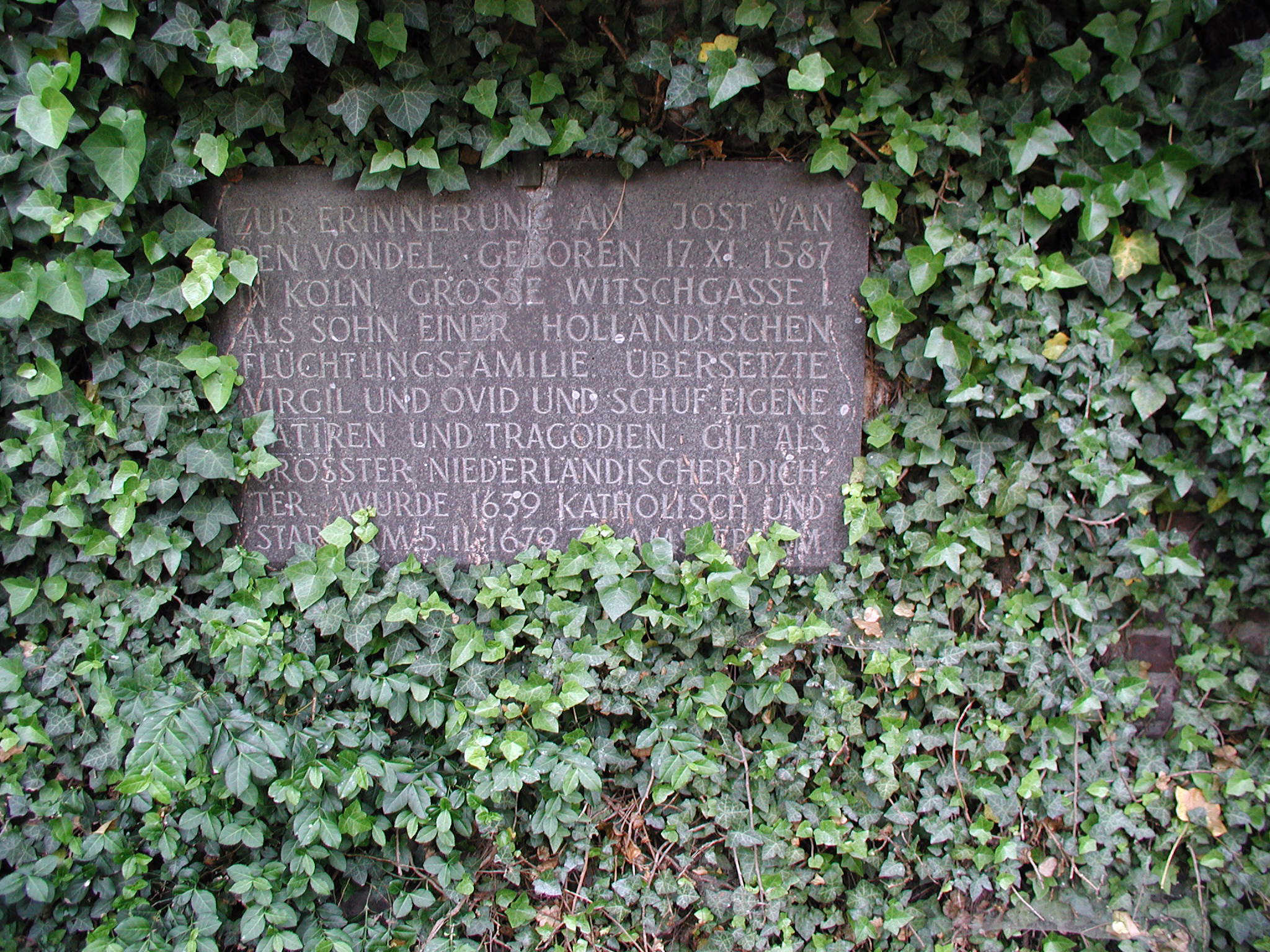
Gedenktafel für Joost van den Vondel

Die Protestanten, in Köln „Geusen“ genannt, wurden erst ab 1576 auf dem Geusenfriedhof bestattet, noch 1714 führte der Rat der Stadt eine Meldepflicht für Protestanten ein. Der ehemals auch für die reformierten Christen zuständigen Elendskirchhof musste der Bebauung weichen. Einige Grabmale im kleinen Kirchenhof erinnern an diese alte Zeit. Der Historiker Paul Clemen erwähnte den Grabstein des Kaspar von Kleingedank, genannt „Mommersloch“ mit seinem Todesjahr † 1590. Ein großer Gedenkstein erinnert an die aus Antwerpen wegen der Gegenreformation nach Köln geflohene mennonitische Familie des Joost van den Vondel, und ein weiterer Grabstein erinnert an das Klosterfräulein Cornelia von Kaas mit den Daten 1762–1837. Noch im 19. Jahrhundert war die von den Kölnern für das Katharinengässchen benutzte Bezeichnung „Am (Em) Elend“ und „Elendskirchhof“ gebräuchlich.

### Friedhof und Kapelle Sankt Michael
Auf dem Gelände soll im Jahr 1473 ein Altar errichtet worden sein, woraus man auf die Existenz eines ersten, kleinen Oratoriums des Kirchhofes schloss. Danach sollen die Provisoren des dortigen Hospitals St. Katharinen up deme elendigen kirchove hinder s. Kathrynen durch Meister Johann Marburg einen Bau begonnen haben, der auf Anordnung des Kölner Rates eingestellt werden musste. Spätestens am Anfang des 16. Jahrhunderts muss die Bautätigkeit wieder aufgenommen worden sein, da 1528 eine Kapelle erwähnt wurde.
In der Folge diente der Kirchhof den Protestanten bis zur Anlage eines eigenen Geländes, des Geusenfriedhofes vor dem „Weyerthore“ im Jahre 1574, als Begräbnisstätte. Danach nahm der Elendskirchhof die Gebeine überfüllter Kölner Kirchhöfe auf.

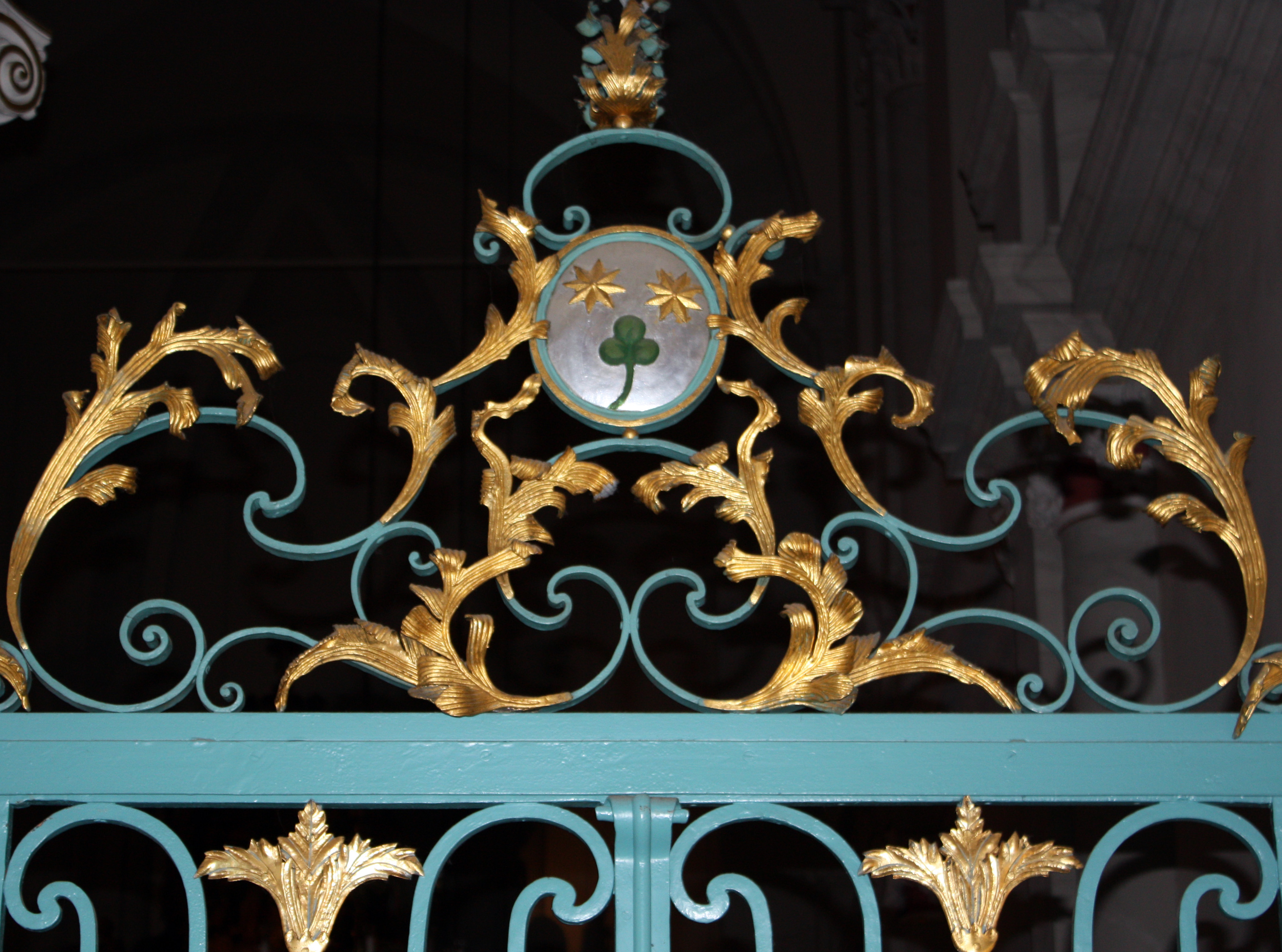
Kölner Wappen der Familie von Groote

Zwischen 1675 und 1678 wurde durch Jakob de Groote eine Familienstiftung gegründet, deren vorläufiger Zweck es war, die Abhaltung öffentlicher Gottesdienste in der durch Mittel der Stiftung erweiterten Kapelle zu ermöglichen. Im gleichen Jahr erhielt der Elendsfriedhof durch die Stiftung de Groote eine Umfassungsmauer.
Ebenfalls aus den Mitteln der Stiftung ließ de Groote die Kapelle um 26 Schuh in der Breite sowie um 60 Schuh in der Länge erweitern und das Dach des Umbaus mit einem Glockenturm ausstatten.
Die Umbauten erfolgten in zwei Schritten, wobei die des Jahres 1675 der Steinmetzmeister Kaspar Mostorf, weitere Arbeiten im Jahr 1677 der Baumeister Arnold Gülich leitete, der auch einen Umbau an Alt St. Alban durchführte. Nach der Fertigstellung war ein schlichter, verputzter Bau aus Ziegelmauerwerk entstanden. Er hatte einen quadratischen Grundriss von 63 Fuß (ca. 20 Meter) Seitenlänge, die Höhe der Seitenwände betrug 11½ Fuß (ca. 3,60 m), das Dach hatte 14 Fuß Höhe (ca. 4,40 m), und der mit einer geschweiften Haube versehene Dachreiter erreichte eine Höhe von 12 Fuß (ca. 3,80 m). An der Südecke der Ostseite befand sich die Wohnung des Küsters, und an der Nordecke die Sakristei mit einem über dieser befindlichen Raum der Bruderschaft „St. Mariae de suffraggio“. Zwischen diesen befand sich der Chor des Gotteshauses. Dieser wurde im Inneren durch zwei Flachbögen separiert, ein größerer in der Mitte des Kirchenschiffes trennte den Bereich, der den Laien zugewiesen war ab.
Die bisher nur dem heiligen Michael geweihte Kapelle erhielt nun als Hauptpatron den heiligen Gregor. Die so zu einer kleinen Kirche erweiterte Kapelle hieß in der Folge „Sankt Gregorius im Elend“ (Elendskirche S. Gregorii Magni), im Volksmund einfach „Elendskirche“.

### Abbruch und Neubau

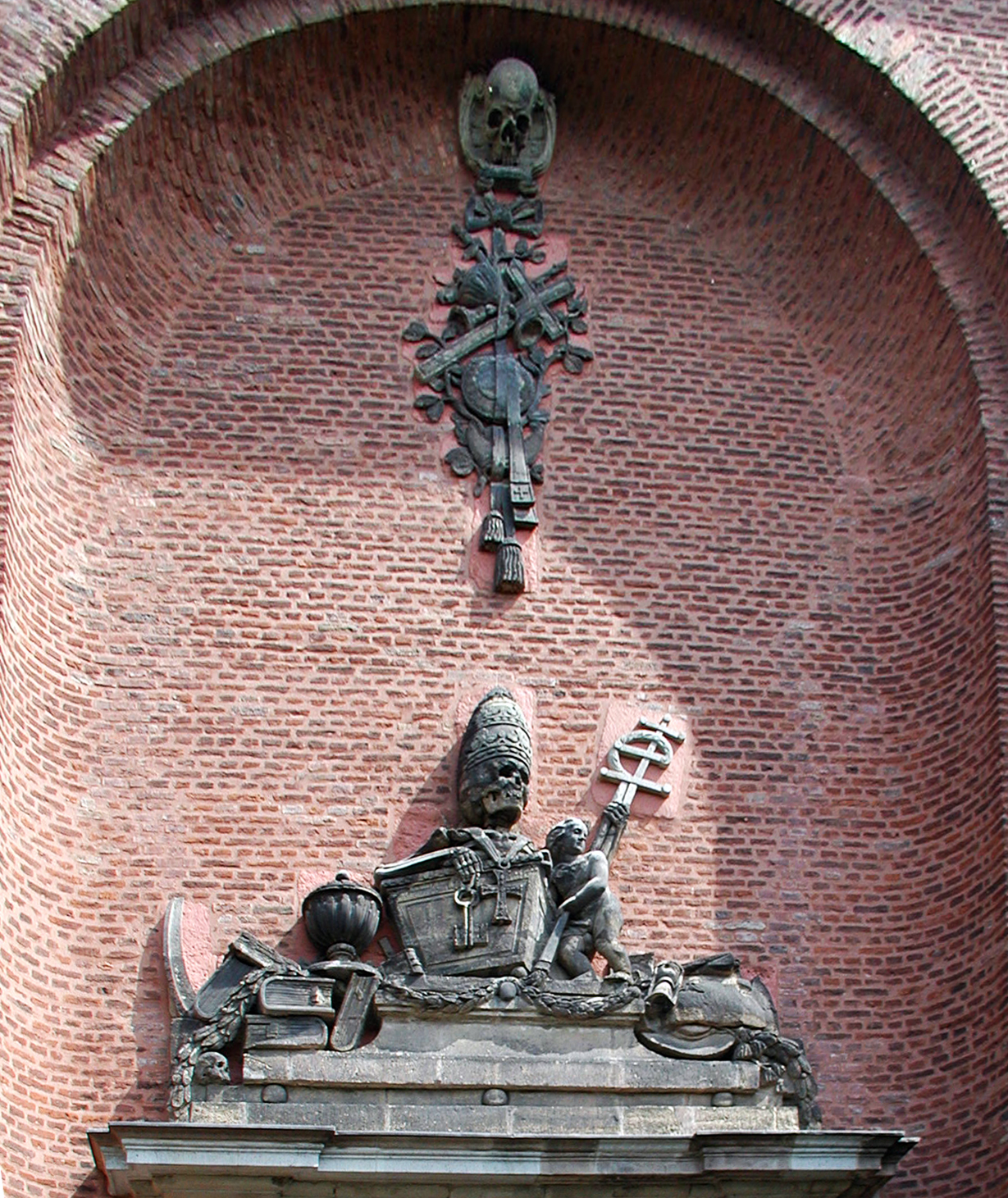
Relief mit den Symbolen des Todes

Vor dem Beginn der Abbrucharbeiten wurde durch den stadtkölnischen Artillerieleutnant Josef Otto in mehreren Ansichten und Rissen der äußere Zustand der alten Kirche dokumentiert. Die Ansichten zeigen einen Nord-Süd-Schnitt und die Ostansicht eines eingeschossigen Bauwerkes. Es hatte mittig und beidseitig bis an den First des Satteldaches hochgeführte Giebel, zwischen denen das mit Gauben bestückte Dach von einem kleinen Dachreiter gekrönt wurde. Über die gesamte Fassadenbreite hatte Otto sechs Fenster eingezeichnet, davon waren die beiden mittleren unter dem Giebel mit flachen Rundbögen versehen. Oberhalb dieser, dem Chor zusätzliches Licht zuführenden Mittelfenster war eine Rundbogennische eingelassen worden, in der eine Figur des heiligen Michael aufgestellt war. An der Ostseite befand sich ein schlichter Türeingang, und die Südseite zierte ein aus Hausten gefertigtes Portal, welches bei dem späteren Neubau wieder Verwendung fand. An dieser Seite hatte der Giebel eine Nische mit darin aufgestellter Madonnenfigur, und über dem Gesims der Fenster waren das alte und das nachfolgende, modifizierte Wappen (nach 1780) der Familie von Groote angebracht worden. Gekrönt wurden diese von einem Totenschädel, Knochen, und einer Schlange, einer Symbolik die in ähnlicher Form bis zur heutigen Zeit an der Kirche vorhanden ist.

#### Bauherren und Baumeister

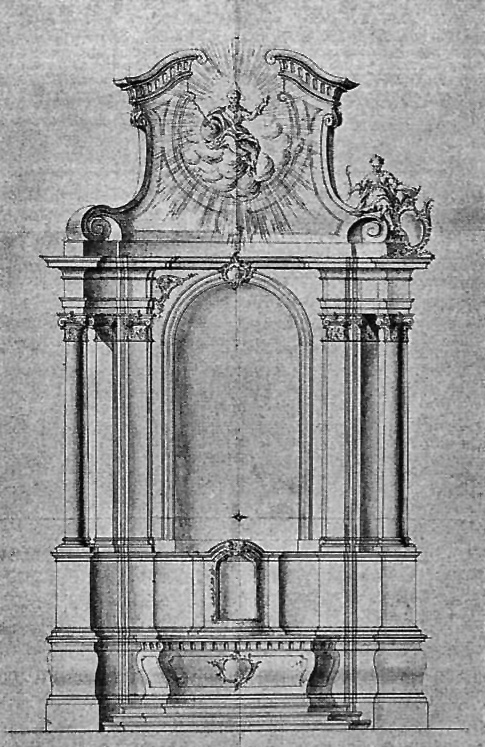
Präsentationsriss des Hochaltars B. Spaeth um 1767

Bauherren der barocken Kirche waren die Nachkommen einer aus den Niederlanden im 16. Jahrhundert emigrierte katholische Familie, des in Köln mittlerweile etablierten Geschlechtes der de Groote, die dazu die Mittel einer von ihnen gegründeten Familienstiftung einsetzten. Die Verwalter der Stiftung oblag den Brüdern de Groote. Diese waren Ev(b)erhard Anton, Kanonikus an St. Gereon und zugleich auch an St. Maria im Kapitol, sowie dem damaligen Bürgermeister Franz Jakob Gabriel de Groote. Das von ihm in Auftrag gegebene Bauwerk war die „letzte Kirche reichsstädtischer Zeit“ Franz Jakob Gabriel erstand zu dieser Zeit (1766) auch die der Stadt Köln benachbarte Burg Kendenich in Kendenich. Das dort im Giebelfeld eingearbeitete Allianzwappen der Bürgermeisterfamilien „von Groote / zum Pütz“ findet sich in ähnlicher Form auf dem Hochaltar der Elendskirche wieder.
Grundlage des Kirchenneubaus von 1765 bis 1768 waren Pläne, Zeichnungen, und Berechnungen, des Architekten und Bildhauers Balthasar Spaeth, dessen Vita bis auf wenige Anhaltspunkte unbekannt ist. Die aus unbekannten Gründen von Spaeth abgebrochene Ausführung übernahm nach Überarbeitung der Konzeption seines Vorgängers, der Baumeister Nikolaus Krakamp.

#### Vorbereitungen und Bauausführung

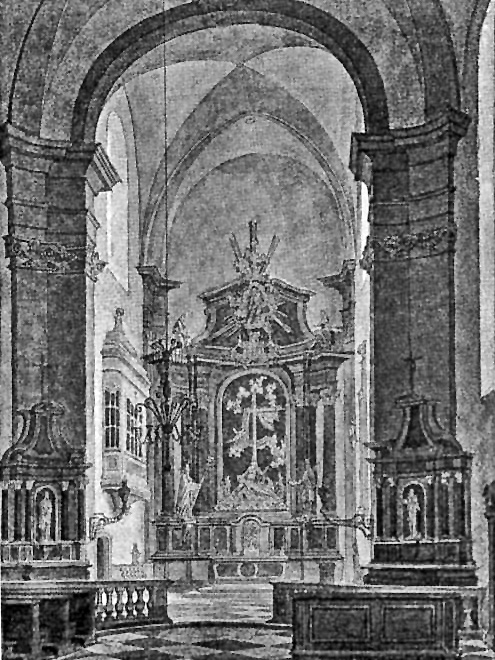
Choransicht um 1840

Zum Jahresbeginn 1765 wurde die alte Elendskirche entweiht und das Allerheiligste der Kirche übergangsweise in die St. Katharinenkirche des Deutschen Ordens verbracht. Die als gut organisiert beschriebenen Abbruch- und Folgearbeiten wurden mit dem Abräumen der Gebeine aus den Gruften begonnen. Der Orgelbauer Ludwig König demontierte die Orgel und der Schreinermeister Johann Georg Dau sicherte Verwertbares des Kircheninneren (insgesamt erbrachte der Verkauf aus Abbruchmaterial einen Erlös von 2000 Reichstalern). Anfang März begannen die Ausschachtarbeiten und im gleichen Monat des Jahres 1765 erfolgte die Grundsteinlegung zur neuen Kirche. Bis zum November war das Mauerwerk aus Backstein fertig gestellt (die Stadt stiftete 25000 Ziegelsteine) und die Arbeiten der Zimmerleute mit der Errichtung des Dachstuhls begannen. Am Anfang des Monats Dezember wurde das Richtfest gefeiert.
Neben den namentlich angeführten Fachmeistern wurden während der Errichtung des Rohbaues über fünfzig Handwerker und Arbeiter beschäftigt. Es waren bis zu vier Steinhauer, zehn Maurer und fünfzehn Handlanger. Für die Holzarbeiten zuständig waren acht Zimmerleute, denen zwei Holzschneider zur Seite standen. Die Dacharbeiten wurden von zehn Dachdeckern ausgeführt.
Nach weiteren Arbeiten der Zimmerer wurde zwischen den Monaten April und Juni 1766 durch den Leyendeckermeister Johann Schmitz das Dach der Kirche in Schiefer eingedeckt, den auf das Dach aufgebrachte Dachreiter versah er im September mit einer Kupferabdeckung. Die zuvor im August begonnene Einwölbung der einschiffigen Kirche wurde ebenfalls im September vollendet. Die Verputzarbeiten des Kirchenraumes durch den Pliestermeister Johann Weber schlossen die groben Arbeiten ab.

#### Planung und Realisierung der Innenausstattung

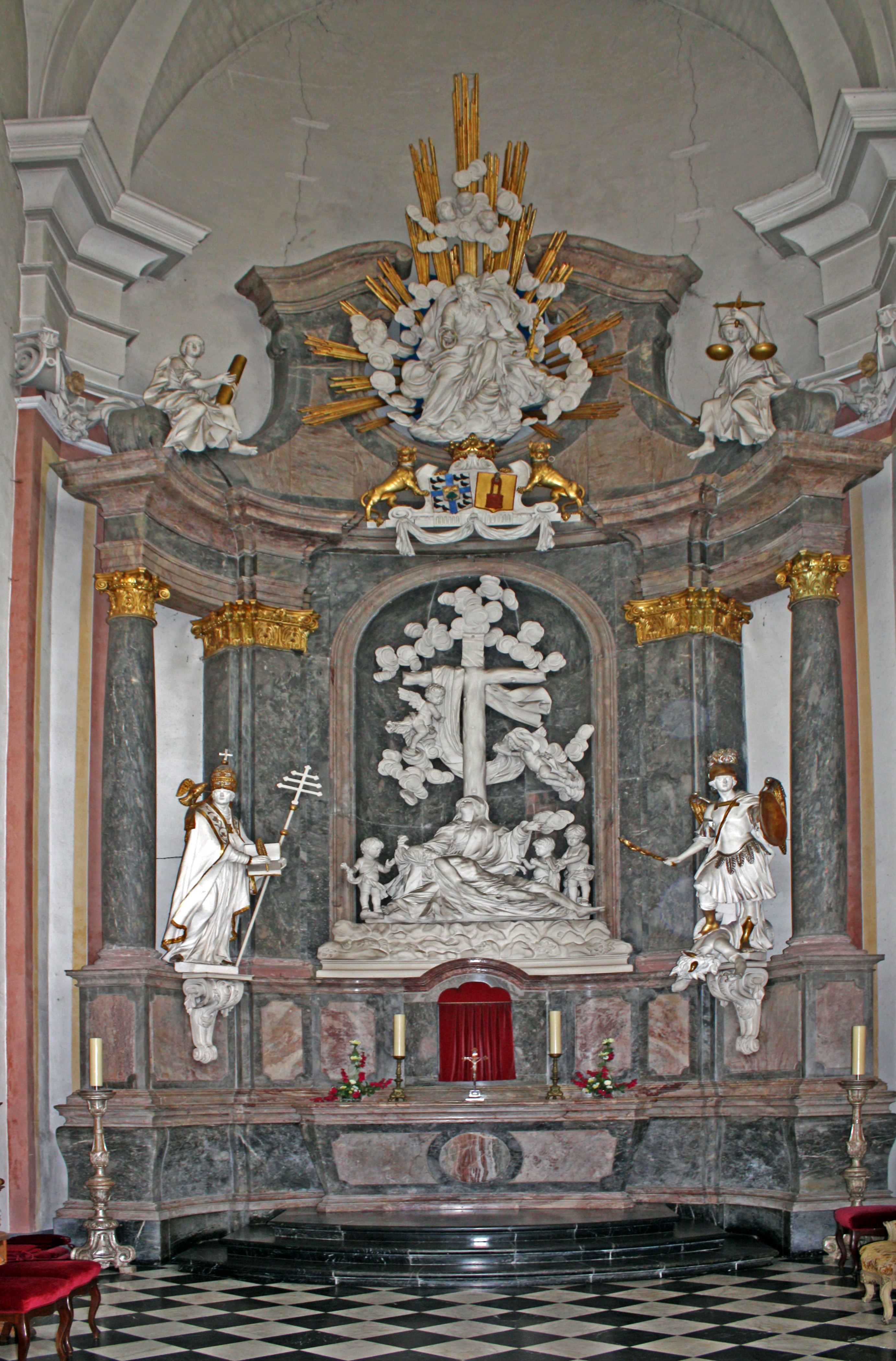
Der in seiner Grundsubstanz erhaltene Hochaltar

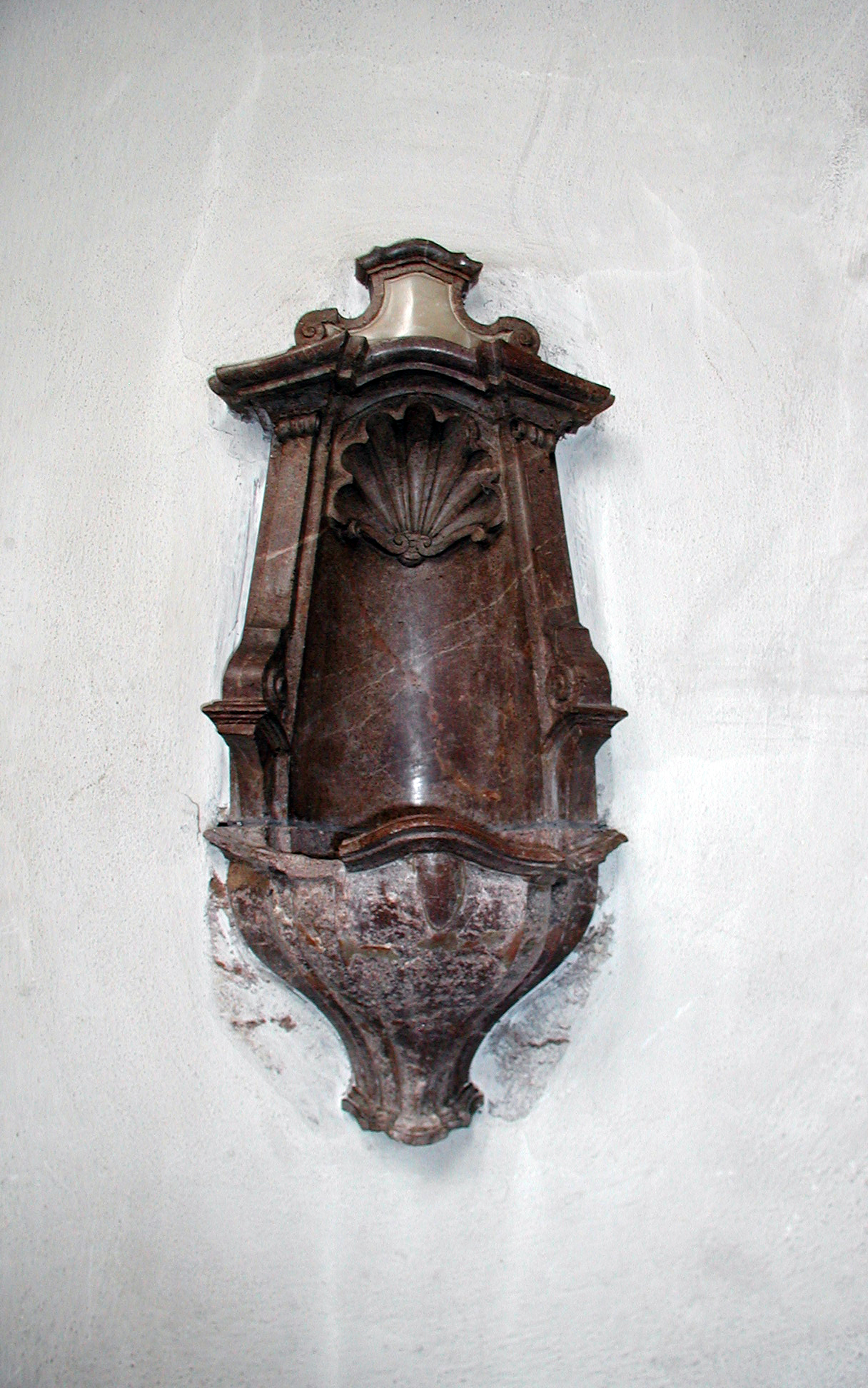
Eines der erhaltenen Weihwasser- und Lavabobecken, ehemals im Chorbereich (um 1767)

Der Bauplanung soll eine generelle Vorstellung der Kirche in ihrer Gesamtheit zugrunde gelegen haben, wobei sich die Harmonie des Stils der von verschiedenen Künstlern entworfenen Einzelstücke der Ausstattung auch daraus ergab, dass sie nahezu gleichzeitig, während des engen Zeitraumes des Kirchenbaus selbst entstanden. Während dieser fünfjährigen Bauzeit plante Peter Joseph Manskirch die dekorative Raumfassung. Der Hochaltar entstand nach dem Entwurf von Balthasar Spaeth, nach Entwürfen von Friedrich Geiger entstanden die Kanzel, das Gestühl (Chor-, Bruderschafts- und Laiengestühl) sowie die Weihwasser-Lavabobecken und Türen, Johann Josef Imhoff schuf die Skulpturen des Hochaltars. Einige der Einzelstücke, die durch Stifter ergänzt werden konnten, wurden offenbar erst kurz vor ihrer Ausführung in Auftrag gegeben.
Für den inneren Ausbau waren bereits nach Zeichnungen vorgefertigte Werksteine von Stephan Miles aus Niedermendig angeliefert worden. Johann Stahl, Schultheiß zu Balduinstein an der Lahn, lieferte den Marmor für die Laibungen der Türen im Chor sowie den dort im Mai 1768 verlegten Fußboden. Es folgten die Aufstellungen der schweren, aus Marmor gefertigten Ausstattungsstücke, das waren der Hochaltar, der Stipes und die Mensen der zwei Nebenaltäre sowie die Kommunionbank. Nach der Errichtung der Kanzel und der Aufstellung des Kirchengestühls konnte das Bauwerk im Herbst benutzt werden, so dass es Ende Oktober 1768 durch den Kanonikus Everhard Anton de Groote erstmals geweiht wurde.
Unter Baumeister Krakamp wurde der Neubau vollendet und 1771 durch den Weihbischof Karl Aloys von Königsegg-Aulendorf geweiht. Die seit 1734 in Köln erscheinende, von Jean Ignace Roderique gegründete Gazette de Cologne beschrieb die neue Elendskirche als:

monument de la piété, de la religion et de la munificence de illustre Famille de Mrs de Groote.

„ein Monument der Frömmigkeit, der Religion und der Freigebigkeit der erlauchten Familie der de Grootes.“

Entstanden war ein einschiffiger, dreiachsiger Ziegelbau, der mit eingezogenem quadratischen und flach abschließendem Chor endete. Das Hauptportal befand sich an der Westseite der Kirche, welches durch ein kleineres an der Südseite ergänzt wurde. Zierde des ansonsten schlichten Äußeren war wie heute die mit einem leicht vortretenden, übergiebelten Risalit gestaltete Westfassade. Dieser Vorsprung des mittleren Mauerwerks ermöglichte die Bildung einer in ihrem Maß fein abgestimmte Muldennische, die das Eingangsportal und das über diesem befindliche Relief aufnahm. Im Feld des flachen Giebels wurden die neue und alte Form des Familienwappens dargestellt. Die Kanten des Bauwerkes waren gerundet, und die Flanken der Kirche variierten in ihrer Gestaltung mit rundbogigen Fenstern und flachen Blenden. Das Dach war an seiner Westseite abgewalmt, und erhielt am Ansatz des Walms einen hölzernen, sechsseitigen Dachreiter. Dieser bestand aus einer flachen Haube, einer Laterne mit Rundbogenöffnungen und glockenförmig geschweiftem Haubenaufsatz.
An der Nordseite hatte die Kirche in der Höhe des Chores einen zweigeschossigen Anbau erhalten. In diesem waren die ebenerdige Sakristei und die Wohnung eines Küsters untergebracht. Die Südseite der Kirche, an der das flach gerahmte Portal des Vorgängerbaus übernommen worden war, erhielt ebenfalls an der Chorseite einen Anbau. Es war die mit länglichem, rechteckigem Grundriss angebaute Everharduskapelle.

#### Everharduskapelle

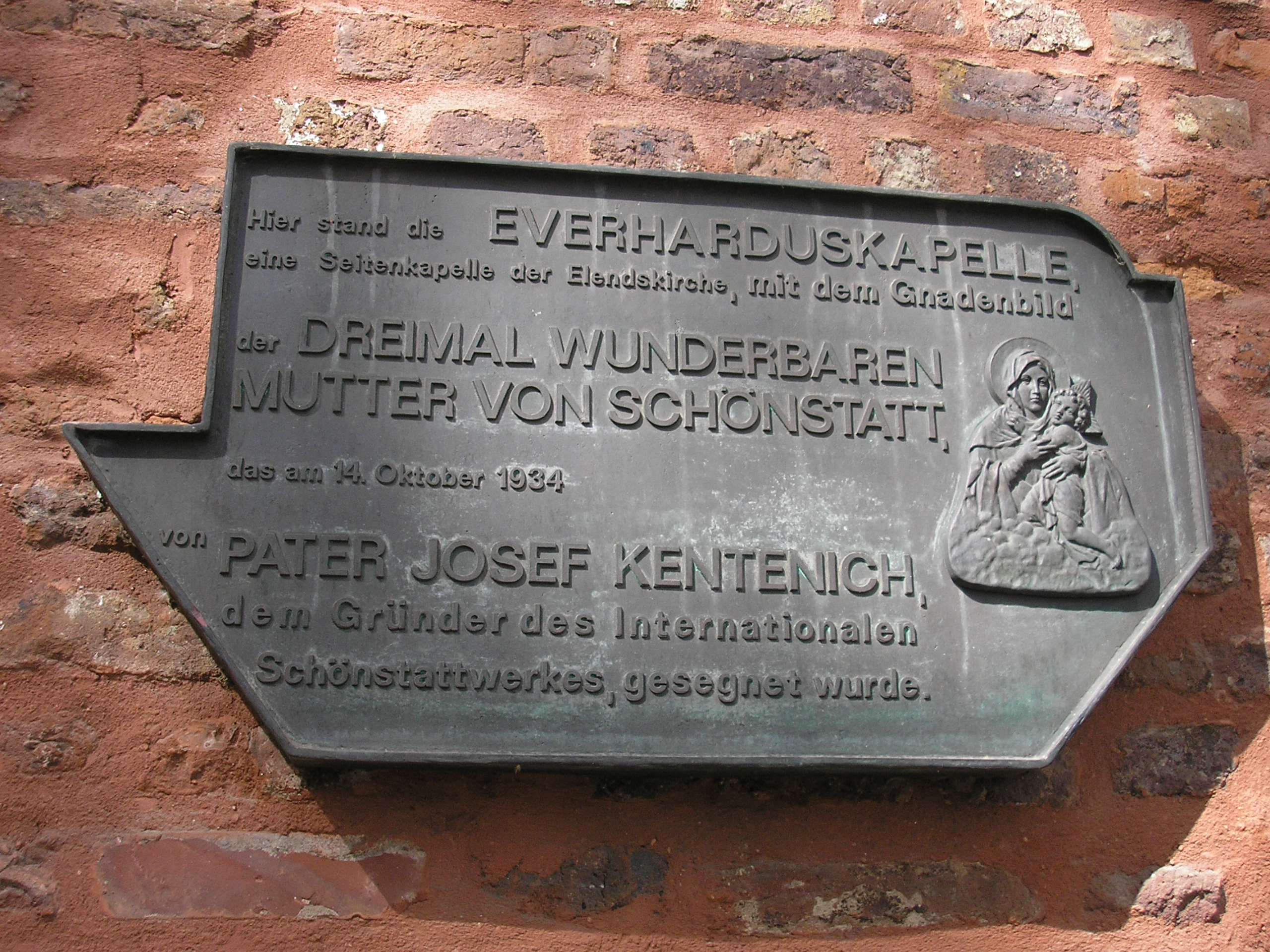
Gedenktafel

Der Elendskirche schloss sich an der Südseite als Choranbau die Everharduskapelle an. Das Bauwerk, ein südlich am Chor gelegener Annex der Kirche, lag im Winkel des Langhauses und hatte einen unregelmäßigen Grundriss. An der inneren südöstlichen Wand stand der aus der Vorgängerkirche des 17. Jahrhunderts übernommene Altar, der dem heiligen Everhardus, den heiligen drei Königen und der heiligen Ursula geweiht war. Der Altar bestand aus Holz und entstammte dem Ende des 17. Jahrhunderts. Sein Aufsatz bestand aus einem mit Barockranken gefüllten Feld, in dessen offener Mitte ein kleines Kruzifix aufgestellt war.
Die flach gedeckte Kapelle hatte in den Außenwänden je zwei übereinander liegende Fenster, in der südwestlichen Wand befand sich ein weiteres über der auf die Straße führenden Türe.
Ein in der Kapelle angebrachtes Porträt des Kanonikers Everhard Anton von Groote zeigte einen länglichen, mit einer kurzen Perücke bedeckten Kopf. Von Grootes Abbild trug ein Beffchen, und seine Brust war durch Orden geschmückt.

#### Der Innenraum

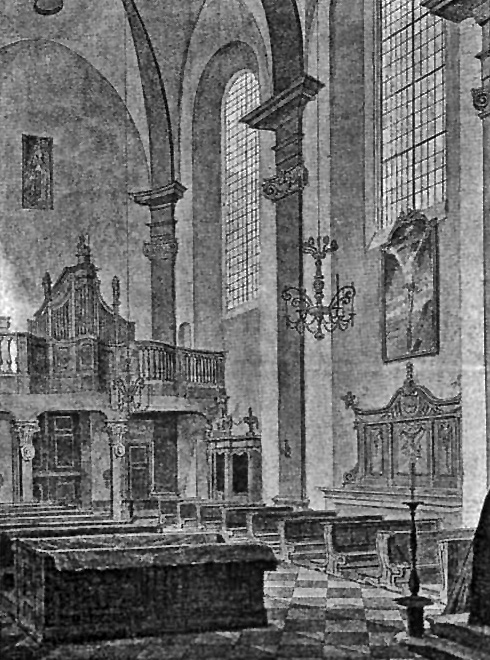
Westansicht, mit der Vorkriegsempore

Die drei Joche des Kirchenschiffes, von denen das mittlere etwas höher als die beiden anderen war, begannen sich der Westwand anfügend mit einer tonnengewölbten, von Gurtbogen gestützten Decke und endeten hinter dem Triumphbogen des Chores, mit einem in die Ostwand übergehenden Kreuzgewölbe. Pilaster (am Choreingang doppelt) markierten die Jochabschnitte und bewirkten so eine optimale Wandgestaltung und -Gliederung des in den Raumwinkeln gerundeten Innenraumes.
Die Seitenwände hatten ebenso wie in der äußeren Gestaltung sichtbare, hoch angesetzte Wandnischen erhalten, in denen einfach verglaste Rundbogenfenster eingesetzt waren. Bereits 1783 wurde der Innenraum überstrichen und verlor damit seine ursprüngliche Farbgebung.
An der Nordseite des Chores war eine schlichte Herrschaftsloge installiert. Bestückt war die Loge mit in Weiß und Gold lackierten Sesseln, die mit bestickten Samtpolstern bezogen waren.
Die mit einer barocken Orgel ausgestattete Orgelempore nahm etwa die Hälfte der Länge des westlichen Jochs ein und ruhte neben ihren Wandverankerungen auf zwei kantigen, unterhalb der Galerie mit einem Kapitell verzierten Stützen. Zugängig war die Empore durch eine neben dem letzten nordwestlichen Pilaster in der Wand eingebrachte Wendeltreppe, deren obere Türe sich rechts hinter der Brüstung befand. Christian Ludwig König schuf im Jahr 1749 eine kleine Brüstungsorgel, die über neun Register verfügte.

#### Glocken
In der Laterne des Dachreiters hing ein Geläut aus drei Glocken. Die größere, dem heiligen Gregor geweihte Glocke wurde 1755 von Jacob Hilden in Köln mit einem Durchmesser von 64 Zentimetern gegossen. Die mittlere Glocke, 1453 von Sifart Duisterwalt gegossen, war dem heiligen Klemens geweiht. Sie gehörte einst als kleinere Kirspelglocke nach St. Kunibert, wurde im Jahre 1840 an die Familie von Groote verkauft und trat an die Stelle einer 1695 von Johann Wickrath, 1752 von Jacob Hilden und zuletzt 1822 von Stephan Hilgers umgegossenen, aber „nicht harmonierenden“ Glocke. Die kleinste Glocke war dem heiligen Michael geweiht, 1766 ebenfalls von Jacob Hilden mit einem Durchmesser von 45 Zentimetern gegossen. Das Geläute gehörte mit zum Glockenensemble der benachbarten Pfarrkirche St. Johann Baptist. Im Zweiten Weltkrieg wurden die Glocken zerstört und seitdem nicht wiederhergestellt.

### 19. und 20. Jahrhundert
Über das Inventar am Beginn des 19. Jahrhunderts ist wenig bekannt. Gleiches trifft auf etwaige Eingriffe der französischen Machthaber zu. Um 1806 sollen von Everhard von Groote Altaraufsätze für die Nebenaltäre aus dem Bestand der Kölner Kartause gekauft worden sein. Eine wohl nach 1815 vorgenommene Veränderung erfuhr die Kirchenempore. Sie erhielt nun eine leichte Korrektur der Brüstung und wurde in der Folge von runden, schlanken romanischen Säulen als Stützen getragen. Nach Clemen entstammten sie möglicherweise der 1807/08 niedergelegten Katharinenkirche und entsprachen dem Übergangsstil von etwa 1230 bis 1250.
1934 erfolgte durch den aus Gymnich stammenden Pater Kentenich die Weihe eines sich ehemals in der Everharduskapelle befindlichen Marienbildes. An diesen Festakt erinnert eine an der Elendskirche angebrachte Gedenktafel, die gleichzeitig an die während des Weltkrieges zerstörte Everharduskapelle erinnert. Diese wurde jedoch – wohl aus Gründen veränderter Verkehrsplanungen – in der Nachkriegszeit nicht wieder mit ihrer Kirche aufgebaut. Eine sich farblich abhebende Markierung im Pflaster umreißt den Standort der ehemaligen Kapelle.
St. Gregorius im Elend wurde zwischen 1937 und 1939 restauriert, wobei unter anderem die originale Raumfassung freigelegt und auch neuere Fassungen an einigen Ausstattungsstücken entfernt wurden
Der Kirchenbau mit seiner anspruchsvollen Ausstattung galt aufgrund seiner harmonischen Konzeption als eines der bedeutenden spätbarocken Kunstwerke im Köln des 18. Jahrhunderts.

#### Nachkriegszeit

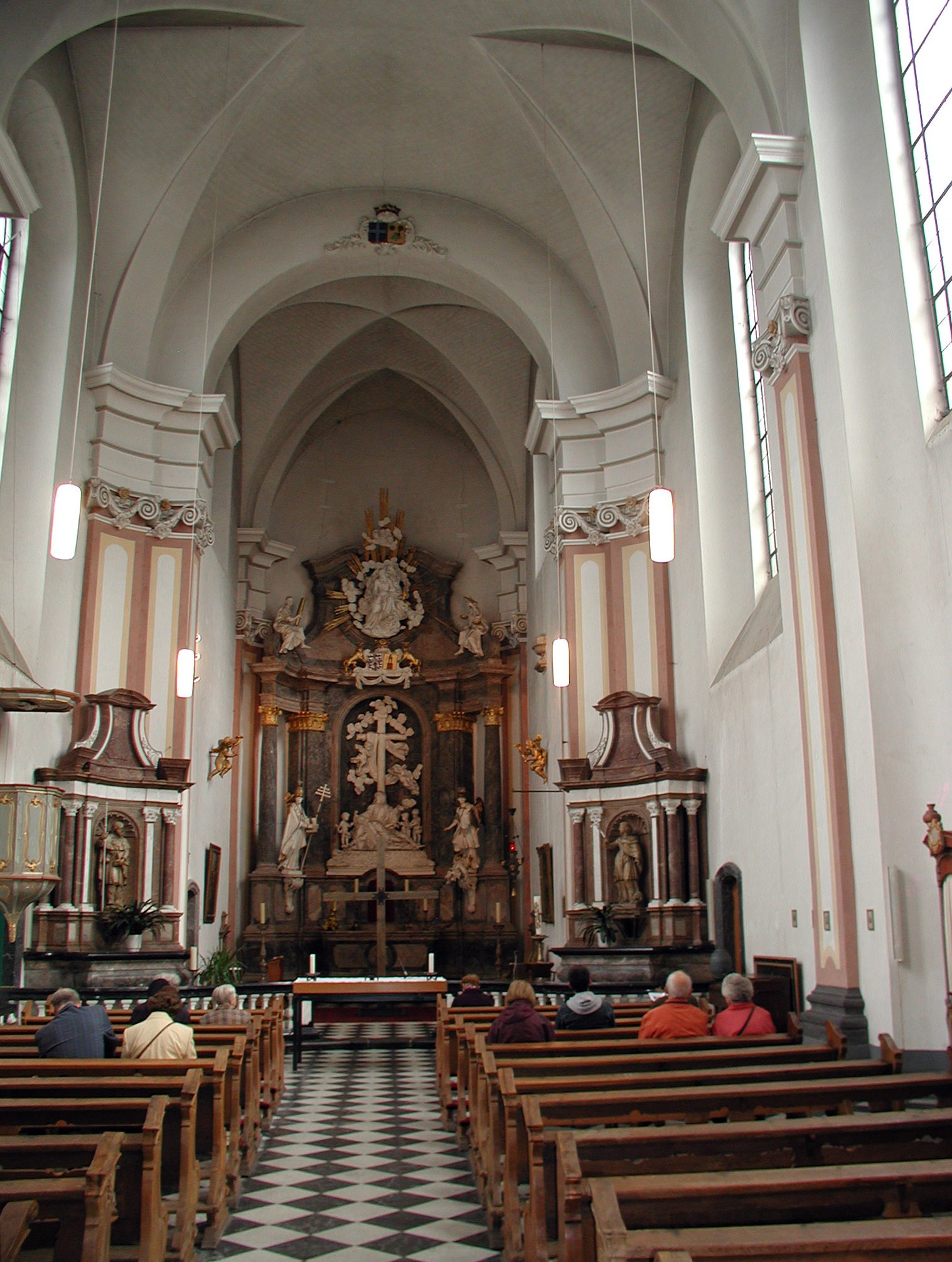
Kirchenschiff und Altäre
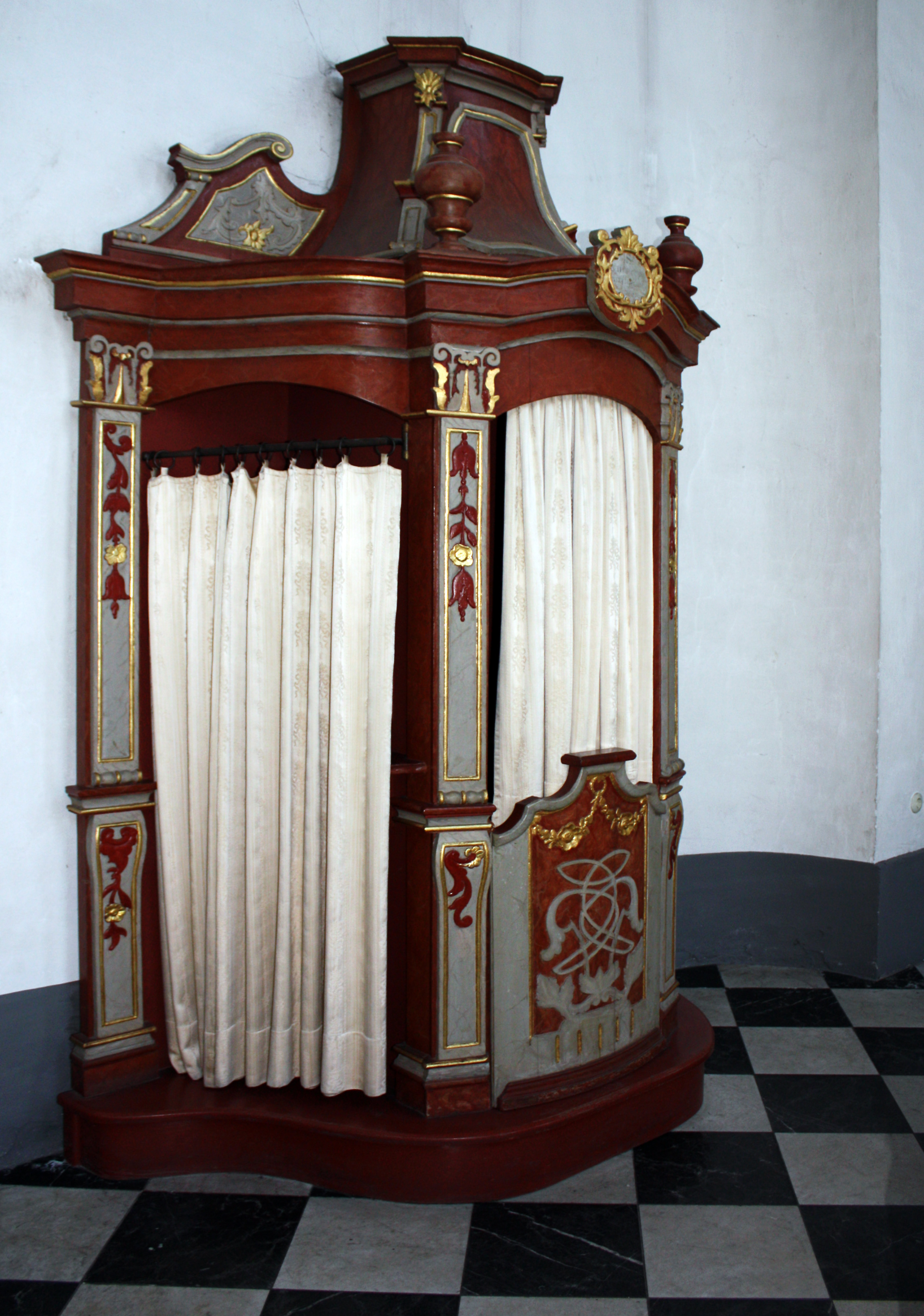
Heutiges Beichtgestühl
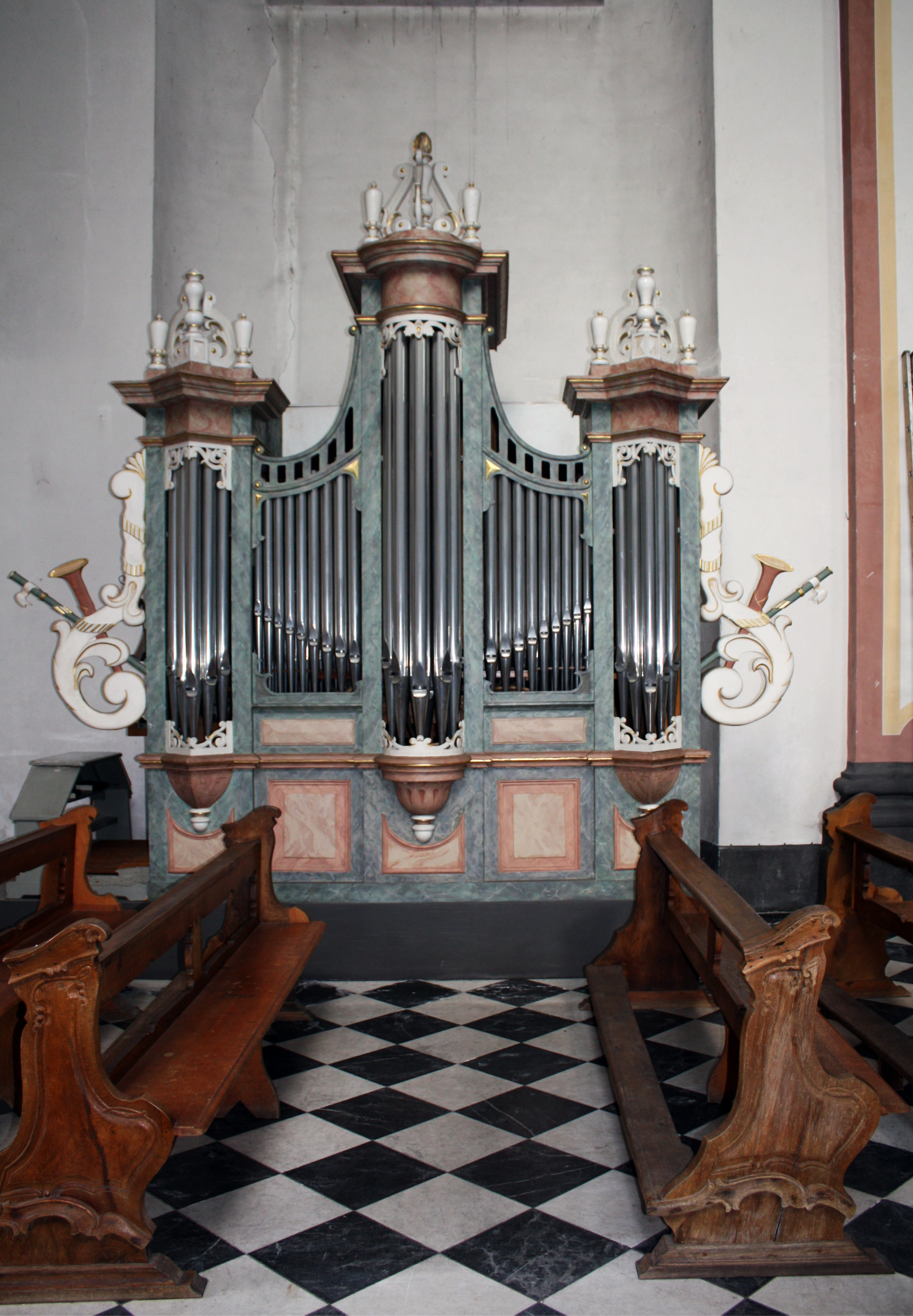
Heutige Orgel
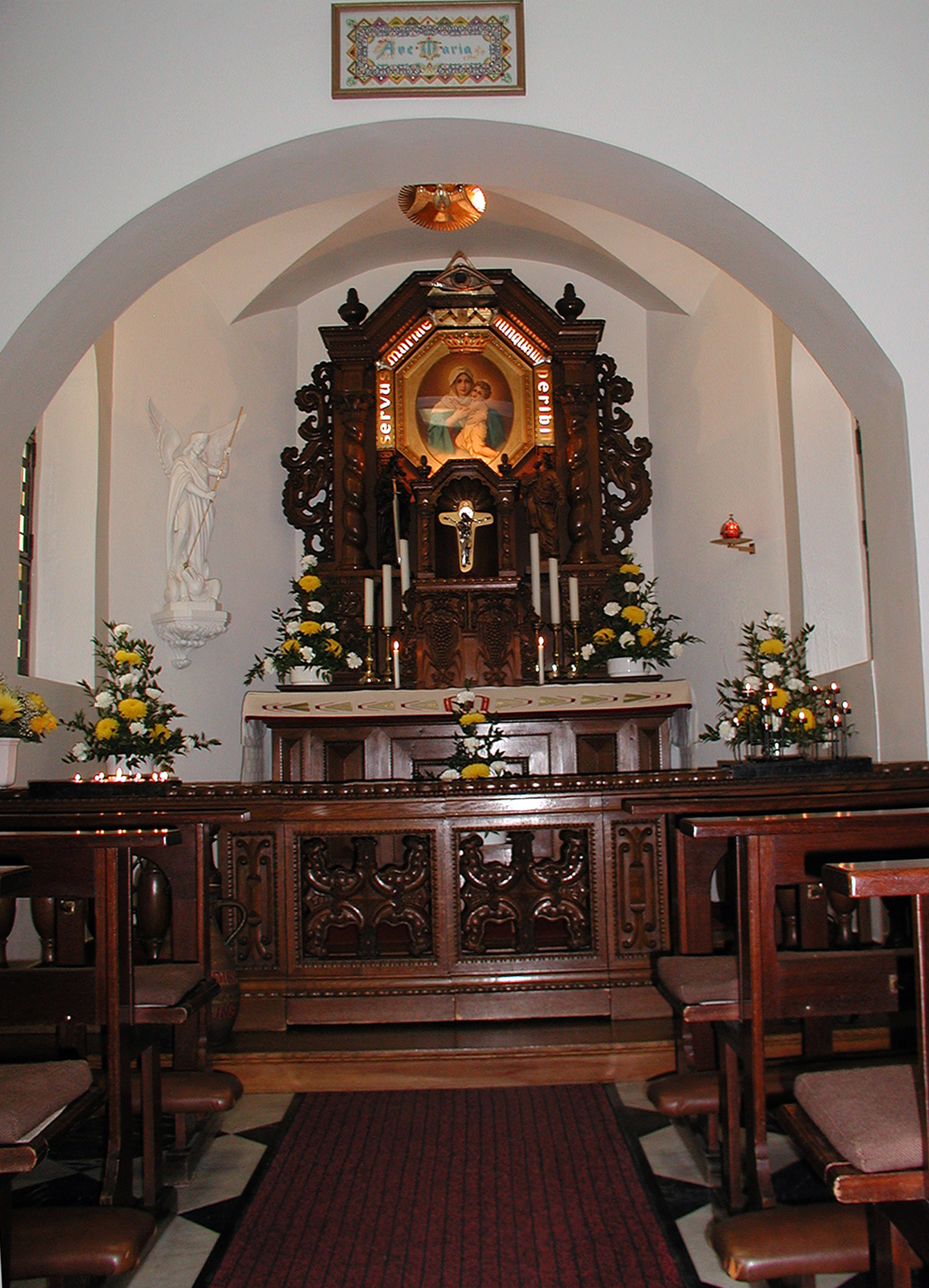
Schönstattkapelle

Von der Kirche blieb nach schweren Zerstörungen im Zweiten Weltkrieg, besonders durch einen Bombentreffer am 29. Juni 1943, nicht viel erhalten. Von der Bausubstanz blieben lediglich die Außenmauern stehen und wurden in den Wiederaufbau der Nachkriegszeit unter Leitung des Architekten Karl Band mit einbezogen. Nach erfolgtem Wiederaufbau wurde die Kirche am 12. Februar 1967 wieder eingeweiht.

#### Erhaltenes
Erhalten blieben weiter Teilstücke des Reliefs, Teile des Hochaltars, dessen Skulpturen in Sicherheit gebracht worden waren, sowie diverse Einzelstücke.
- Der Hochaltar von 1767/1771, aus grünschwarzem und rötlichem Lahnmarmor gefertigt, hat eine Höhe von 10,90 m und eine Breite von 5,70 m. Seine Stufen und die Sepulcrumplatte sind aus schwarzem Marmor. Die Basen der Säulen und Pilaster bestehen aus ehemals vergoldetem Sandstein und die Kapitelle aus Eichenholz. Der zwischen 1943 und 1945 stark beschädigte Altar wurde in den Jahren 1959 bis 1972 durch den Kölner Bildhauer Eduard Schmitz wiederhergestellt.
- Ebenfalls wiederhergestellt wurden eine Anzahl bedeutender Skulpturen.

In der Folgezeit wurden und werden die finanziellen Mittel für Pflege und weitere Restaurierungen durch die NRW-Stiftung und die Familienstiftung erbracht. Auch das Erzbistum Köln engagierte sich und unterstützt die seit dem Jahr 1993 wieder aufgenommenen Erhaltungsmaßnahmen.
Die im ehemaligen Wohnhaus der Familie de Groote, dem „Schönstatthaus“, residierenden Schönstätter Marienschwestern haben die Pflege des Geländes übernommen.

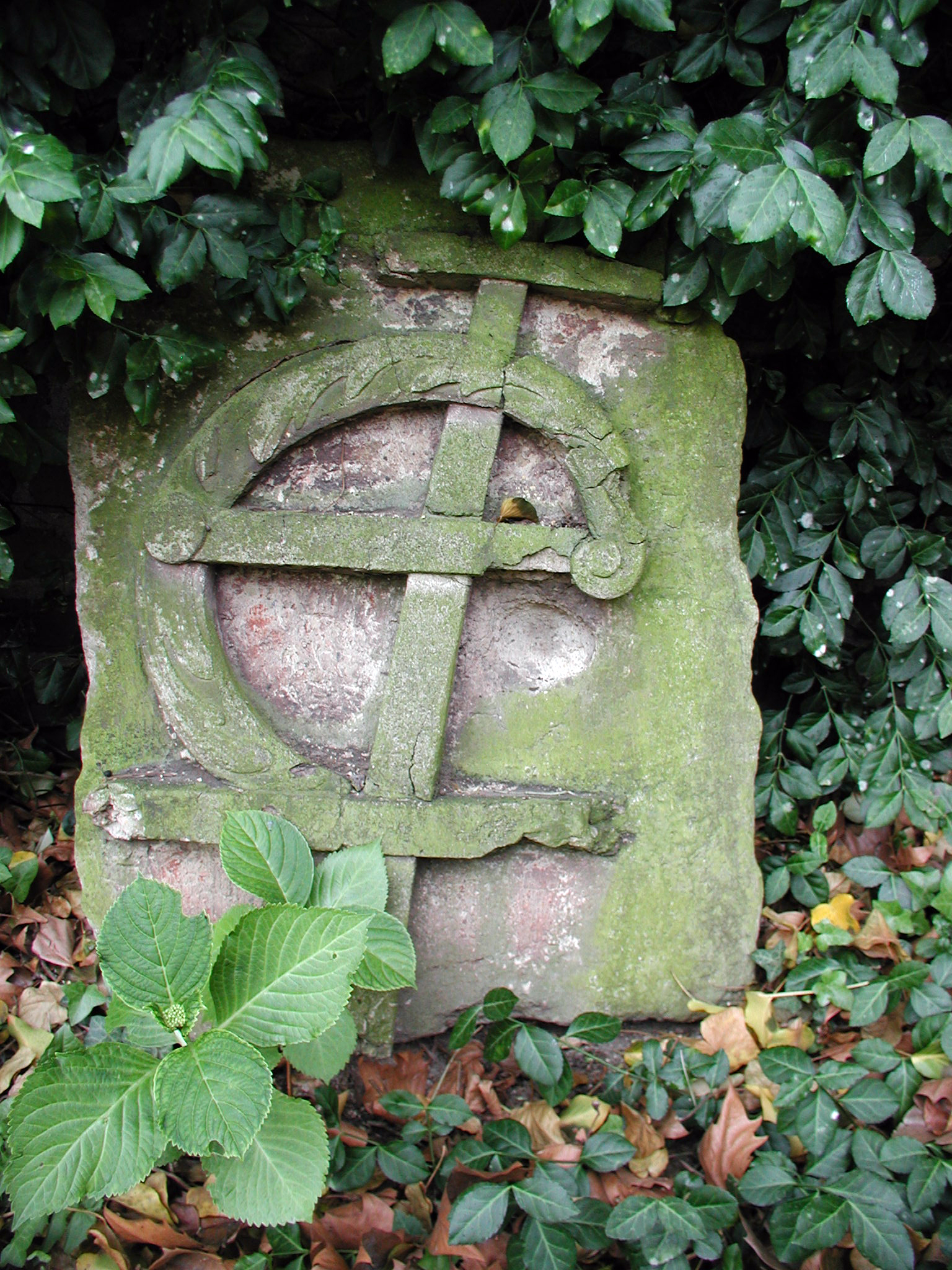
Trümmerteil des Vorkriegsreliefs?
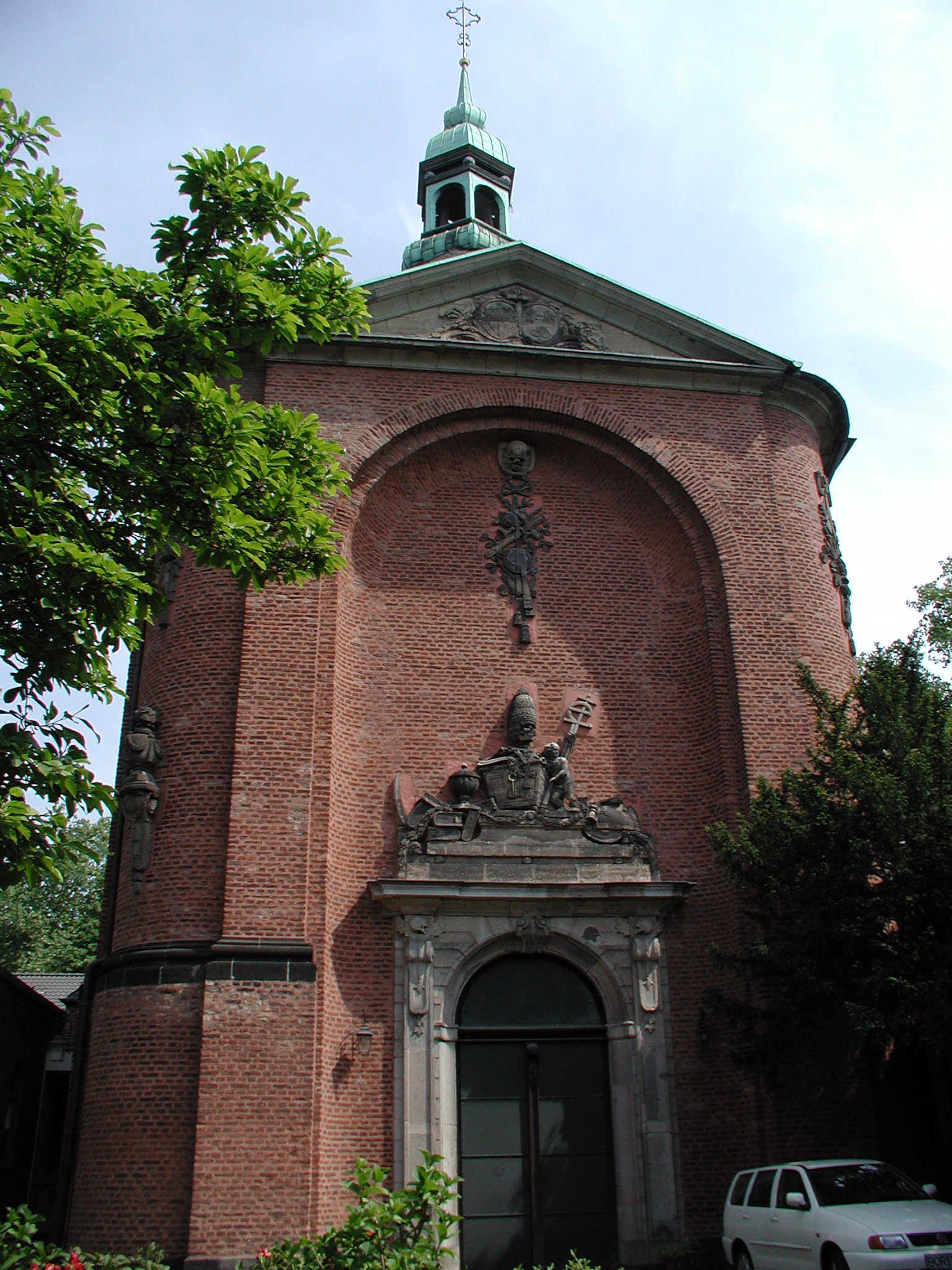
St. Gregorius, Westportal und Restauriertem Relief
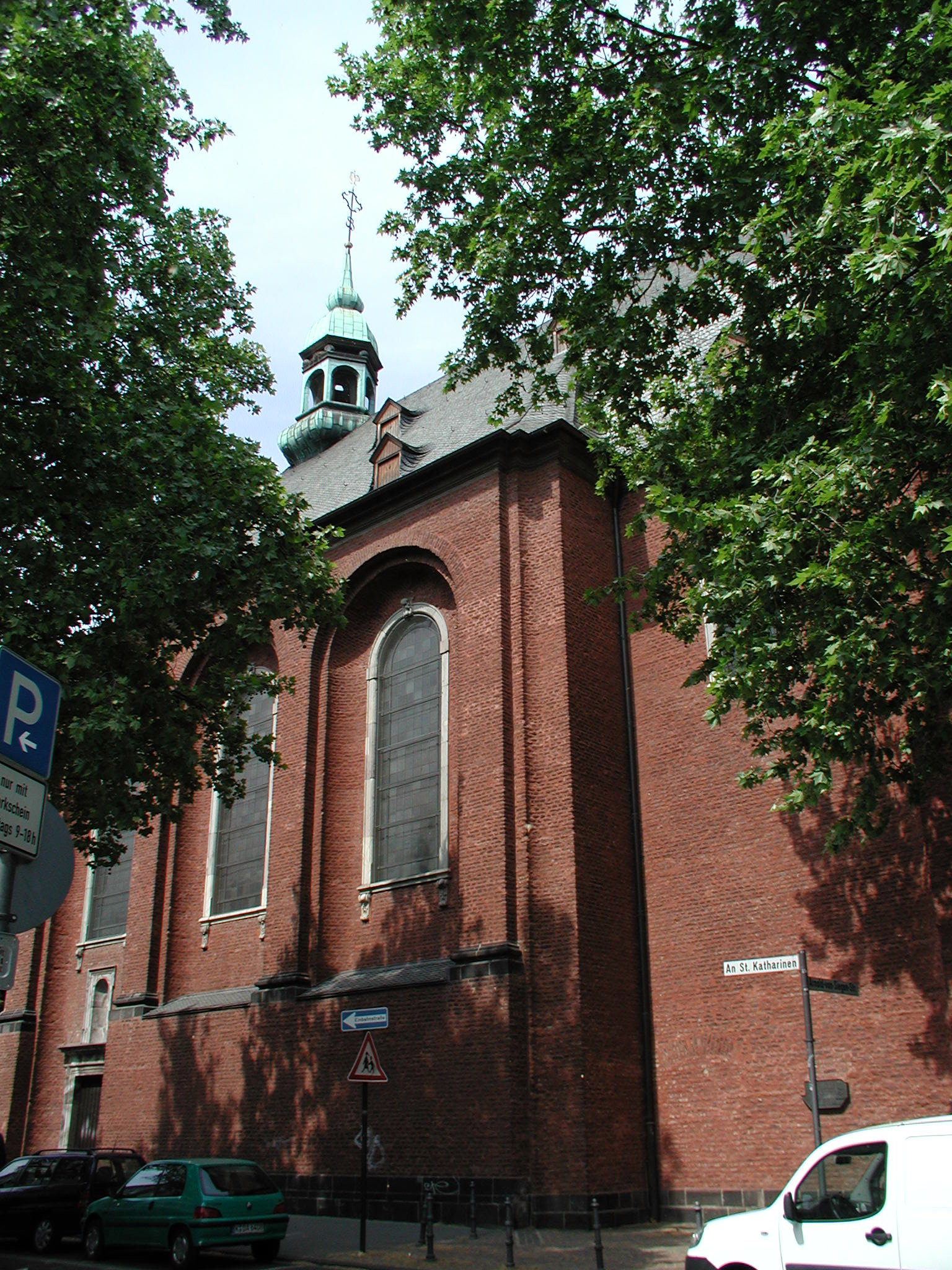
Ansicht „An St. Katharinen“
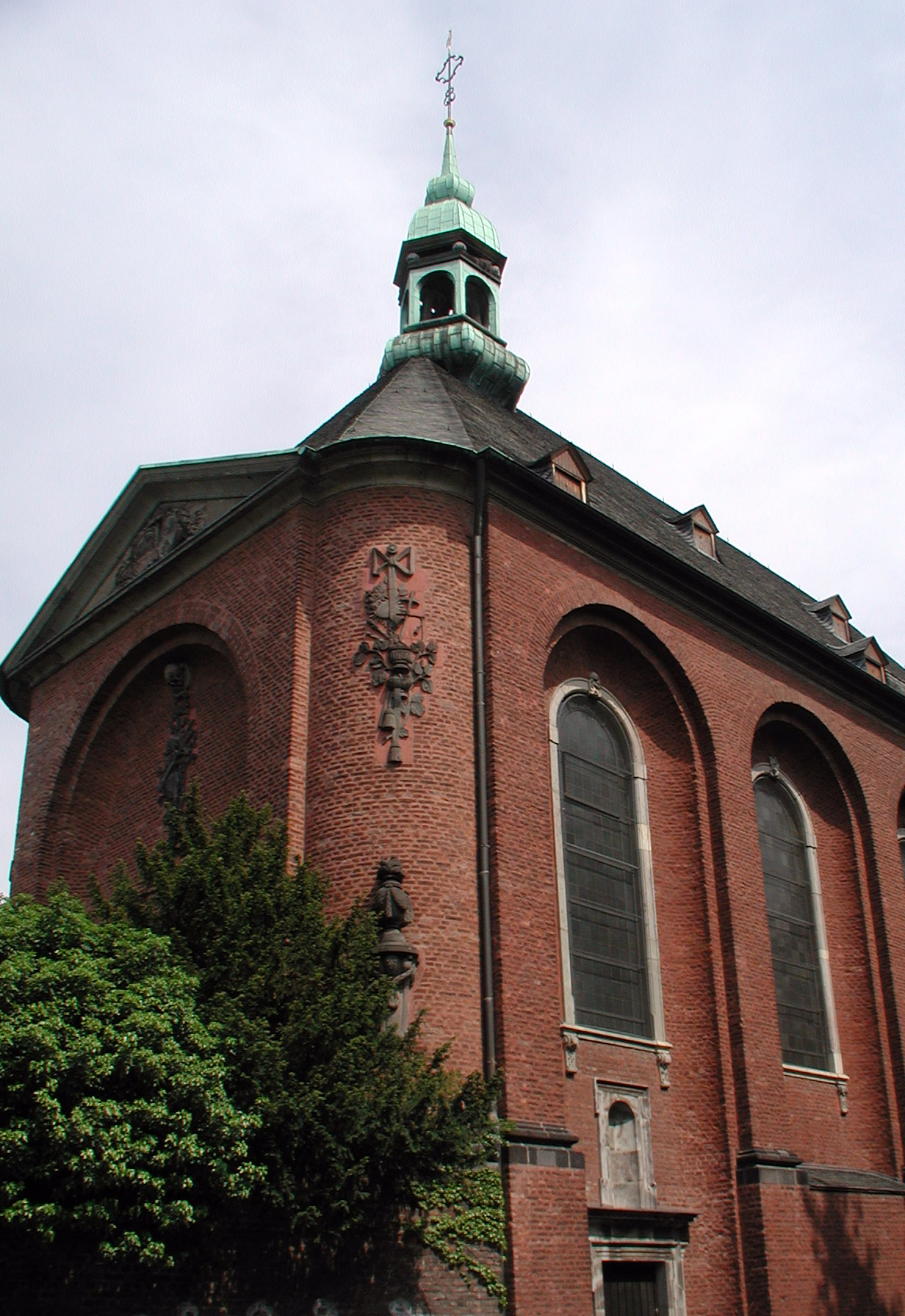
Dachreiter und die gerundeten Ecken

## Gegenwart

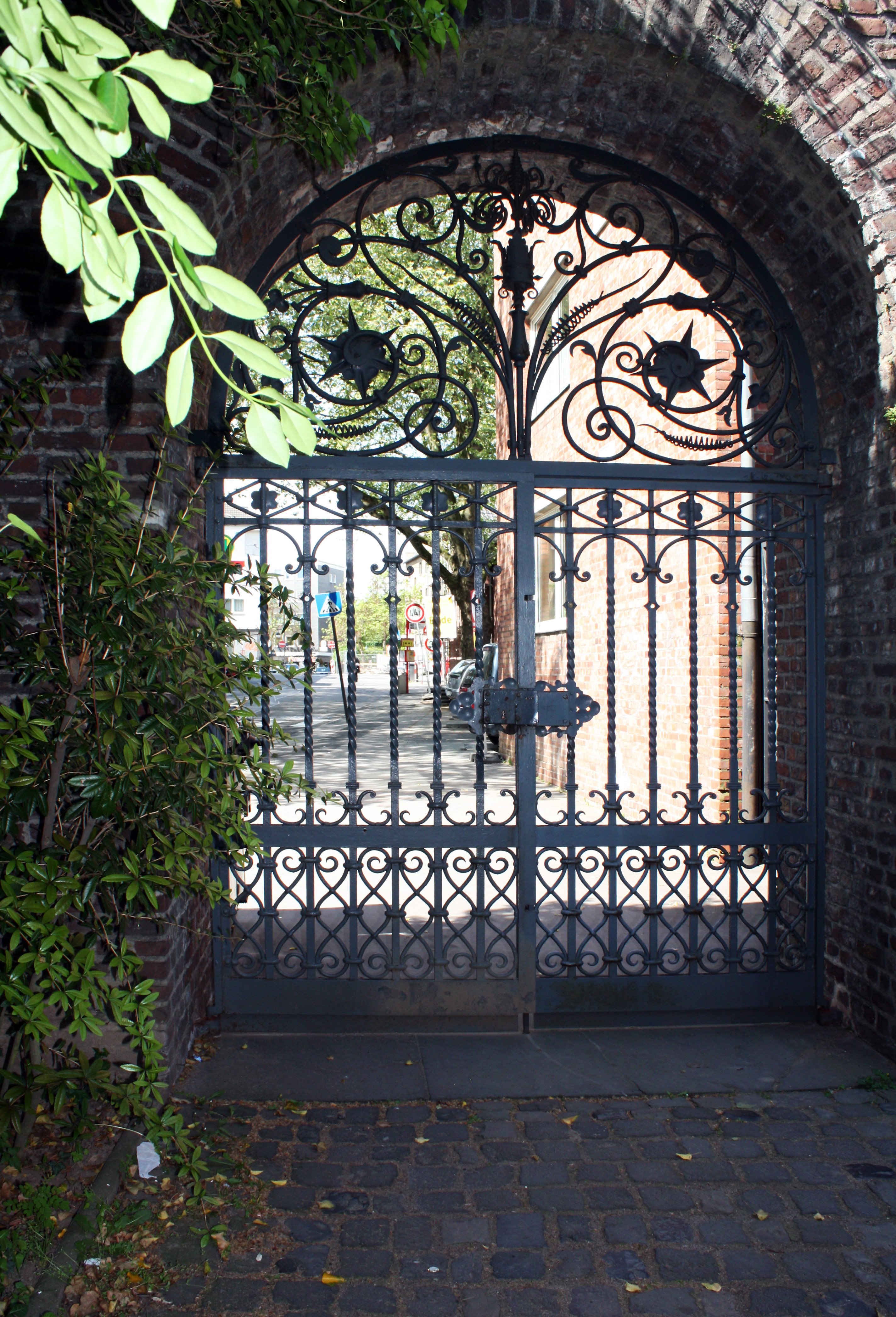
Eingangsgitter, ehemals am Spanischen Bau des Rathauses

Nach dem äußeren Eindruck blieb St. Gregorius im Elend im Wesentlichen eine in der alten Form neu erstandene Kirche, jedoch wandelte sie sich in ihrem Inneren. So fehlt nun die ehemals in den Chorbereich ragende herrschaftliche Loge. Eine Orgelempore über dem Westportal wurde erst 2014/15 wieder errichtet in Kombination mit einem Windfang, und die von der Firma Weimbs Orgelbau restaurierte Orgel von 1971 aus der Werkstatt der niederländischen Firma Verschueren Orgelbouw aus Heythuysen wieder dort aufgebaut. Das unmittelbare Umfeld der Kirche hat sich erheblich gewandelt.
Dem wieder erstandenen Westportal mit seinem eindrucksvollen Relief-Emblemen des „Triumphierenden Todes“ schließen sich heute an der Nordseite 1963 die erbaute Schönstatt-Kapelle und weitere Baulichkeiten der Schönstatt-Bewegung an. Eine Gedenktafel an der Südseite erinnert an die nicht wieder aufgebauten Everharduskapelle. Den westlichen Eingang in der Mauer eines kleinen Kirchenvorhofes ziert und verschließt heute das ehemalige Eingangsgitter (1829) des „Spanischen Baus“ des Kölner Rathauses.
2013/15 wurde die Kirche aufwändig renoviert. An den Kosten von rund 600.000 € beteiligten sich die NRW-Stiftung, das Erzbistum Köln sowie der 2013 gegründete Förderverein, dem das Familienmitglied Alexandra von Wengersky, geborene von Grote, vorsitzt. Der Verein will durch Konzerte und Veranstaltungen die Kirche bekannter machen und einem breiteren Publikum öffnen.
Die Kirche wird seit dem letzten Weltkrieg laut Stiftungsidee bis heute für katholische Gottesdienste nationaler Minderheiten genutzt.
Ihren Status als Eigenkirche hat die Kirche St. Gregorius bis heute. Einmal jährlich, zum Allerheiligenfeiertag, sowie zu Familienfesten ist sie der Treffpunkt für die Mitglieder der Familie von Groote. Zum 1. Februar 2010 wurde der Kölner Stadtjugendseelsorger Dominik Meiering zum Rector ecclesiae an der Elendskirche ernannt. Nach dessen Wahl zum Generalvikar wurde sein Nachfolger Tobias Schwaderlapp zum Rektor berufen.

## Denkmal
Der Rheinische Verein für Denkmalpflege und Landschaftsschutz erklärte die Kirche im Januar 2008 zum Denkmal des Monats, um damit auf ihre Bedeutung aufmerksam zu machen und um auf die Notwendigkeit hinzuweisen, dass auch der Innenraum der Kirche eine Restaurierung verdient.